# Juan Manuel Seisdedos Romero
Juan Manuel Seisdedos Romero (Trigueros, Huelva, 1943) es un pintor español.

## Biografía
Comienza a pintar a los 14 años y se forma en el Taller de San Cristóbal de Huelva, del pintor Pedro Gómez y del escultor León Ortega, donde aprende fundamentos de escultura, de pintura impresionista y de dibujo. Tiene como maestros entre otros a Moreno Díaz y es uno de los máximos exponentes de la pintura andaluza del siglo XXI.

En el comienzo de la década de los sesenta forma parte del núcleo del que luego surgió el Grupo Santa Fe. Lo formaron jóvenes interesados en el arte plástico, la literatura o la música, y con una tremenda ilusión por crear un espacio de libertad.

Luego trabaja entre Barcelona y Bruselas. En Barcelona frecuenta el Cercle Artistic Sant Lluc, donde continua aprendiendo y conectando con artistas catalanes. En Bruselas conoce el expresionismo belga y el alemán.

Persona comprometida social y políticamente, ha entregado su vida a la búsqueda artística en diferentes formas expresivas, escultura, diseño, escenografía y otras, siendo en todo caso su ámbito predilecto el de la pintura, donde se mueve como su medio natural.
Es un pintor telúrico, profundo, en constante búsqueda evolutiva, que intenta conseguir con sus obras la fusión de la pasión y la razón.

## Obra
Ha realizado multitud de obras en diferentes formatos y técnicas, evolucionando desde una pintura realista, pasando por la abstracción y llegando a una forma expresiva personalísima de manchas y formas que concluyen en una síntesis de color, forma y equilibrio.

Tiene obras en el Fondo del Centro de Arte Reina Sofía de Madrid y en el Fondo del CAAC (Centro Andaluz de Arte Contemporáneo) de Sevilla.

## Exposiciones individuales
- 1965 - Galería Albiac. Zaragoza.
- 1965 - Galería Abril. Madrid.
- 1967 - Sala Tartessos. Huelva.
- 1967 - Sala Jaimes. Barcelona.
- 1974 - Galería Seiquer. Madrid.
- 1987 - Porvoon Taidehalli. Helsinki.
- 1988 - Ayuntamiento. Huelva.
- 1999 - Museo Provincial. Huelva.
- 2006 - Gesto y reflexión. Museo Provincial de Huelva.
- 2008 - Vibraciones. Convento de Santa Inés. Sevilla.
- 2009 - Seisdedos.Pinturas. Arco de Santa María. Burgos.
- 2013 - Seisdedos.Gesto y reflexión. Centro de Arte “Harina de otro Costal”. Trigueros (Huelva)
- 2014 - Seisdedos en Cuba. Palacio del Conde de Lombillo. La Habana
- 2015 - Seisdedos en Olhão. Portugal
- 2016 - Antología. Caja Rural de Huelva
- 2016 - Museo Vázquez Díaz. Nerva